# Tekken: Blood Vengeance
Tekken: Blood Vengeance (鉄拳 ブラッド・ベンジェンス?, Tekken Buraddo Benjensu) è un film giapponese in 3D basato sulla serie di videogiochi Tekken, prodotto dalla Digital Frontier e distribuita dalla Asmik Ace Entertainment. Il film è uscito su Blu-ray Disc il 22 novembre 2011 negli USA, ed il 1º dicembre 2011 in Giappone all'interno del pacchetto Tekken Hybrid. In Italia il film è disponibile come parte del pacchetto Tekken Hybrid.

## Trama
La trama non fa parte della continuity dei capitoli pilastro, non essendo quindi canonico. 
La storia inizia con Anna in cerca di un'esca per la sorella Nina, che sta attualmente lavorando con il nuovo capo della Mishima Zaibatsu, Jin Kazama. Dall'altro lato Anna lavora per il padre di Jin, Kazuya Mishima e la sua organizzazione, la G Corporation (rivale della Zaibatsu). Entrambe sono in cerca di informazioni su uno studente di nome Shin Kamiya e Anna decide di infiltrare la studentessa cinese Ling Xiaoyu come spia; Jin invia la ginoide Alisa Bosconovitch per lo stesso scopo.
Durante le loro indagini, Xiaoyu e Alisa diventano amiche anche se sono costrette a lottare l'una contro l'altra quando Shin viene catturato da un aggressore sconosciuto durante il festival scolastico. Durante lo scontro Alisa rivela di essere un robot, anche se dimostra qualità umane risparmiando la vita di Xiaoyu: Anna e la G Corporation appaiono tentando di catturare Alisa, ma Xiaoyu si schiera in sua difesa diventando nemica della G; grazie all'intervento di Panda le due si salvano e si rifugiano nella dimora del loro insegnante, Lee Chaolan.
In seguito ad alcune indagini nei laboratori segreti del Politecnico Mishima, le due ragazze scoprono che Shin è stato sottoposto a degli esperimenti genetici allo scopo di creare la "cellula M", in grado di rendere l'individuo immortale. La supervisione del progetto era a nome di Heihachi Mishima, al tempo creduto morto. Una volta trovato Shin, tenuto prigioniero in un tempio dedicato alla dea della terra, Jin e Kazuya irrompono sulla scena con lo scopo di impadronirsi della cellula M: dopo la comparsa di Heihachi, Shin rivela di essersi fatto manipolare allo scopo di trovare ed uccidere Heihachi per vendicarsi dei terribili esperimenti subiti.
Shin fallisce nel suo intento e Heihachi lo uccide spezzandogli la schiena: si scatena allora una rissa tra Jin, Kazuya ed Heihachi stesso che però ne esce sconfitto per mano del nipote; Kazuya allora si trasforma nella forma finale di Devil, spezzando a metà Alisa e mettendo in serie difficoltà Jin che si vede costretto a effettuare la stessa trasformazione, diventando però una bestia demoniaca priva di controllo. Dopo aver recuperato l'autocontrollo, Jin muta ulteriormente assumendo sembianze ibride tra quelle di un demone ed un angelo e sconfigge facilmente Kazuya. Tuttavia la battaglia non è ancora finita: Heihachi riappare ed evoca gli antichi spiriti dei Mokujin, assumendo le sembianze di un gigantesco mostro legnoso: verrà sconfitto dagli "Sky Rocket Super Punch" di Alisa e dal raggio laser di Devil Jin.
Il film termina con Alisa e Xiaoyu tornate al festival della loro scuola, che progettano di partecipare assieme al prossimo King of Iron Fist Tournament.

## Errori di continuità
Essendo questo film un apocrifo dei capitoli videoludici principali, il film presenta molti errori di continuità rispetto alla storia descritta nei vari videogiochi:
- Quando Anna esamina i profili dei partecipanti al Tekken è visibile quello di Jack-6: ciò è impossibile dato che il modello in questione appare per la prima volta in Tekken 6, cronologicamente ambientato dopo questo film.
- Sempre in Tekken 6, però, ambientato dopo il film, Alisa fa capire di non sapere di essere un robot.
- Nel film viene detto che Heihachi Mishima è morto "tre anni fa", ma Tekken 6 si svolge solo pochi mesi dopo la fine del Quinto Torneo, poco prima del quale Heihachi era stato dato per morto in un'esplosione.
- Ganryu compare come insegnante al Politecnico Mishima, ma ciò è improbabile, visto che nel suo prologo di Tekken 6 viene detto che, dopo il Quinto Torneo del Pugno d'Acciaio, ha aperto un ristorante alle Hawaii.
- Anna sembra non conoscere Lee Chaolan, mentre i due, invece, si conoscono sin dai primi capitoli della saga. Inoltre, nel prologo di Tekken 6 di quest'ultimo, viene affermato che, dopo il Quinto Torneo, si è trasferito alle Bahamas.
- Le forme Devil di Kazuya e Jin sono molto diverse da quelle comparse sinora nei videogiochi.

## Distribuzione
È uscito in Giappone il 3 settembre 2011 e in Nord America il 26 luglio 2011, mentre in Italia il 25 novembre 2011.
Il film è uscito in tutta Europa in DVD a novembre 2011. Il film è sottotitolato anche in lingua italiana. Il film è presente nella raccolta Tekken Hybrid insieme ad una versione per PlayStation 3 in HD di Tekken Tag Tournament e ad una versione demo del gioco Tekken Tag Tournament 2. Una versione in 3D del film è contenuta nel videogioco per Nintendo 3DS Tekken 3D: Prime Edition. Inoltre, questo è il primo film ad essere distribuito per il 3DS.